# Prawo salickie
Prawo salickie (Lex Salica) – wczesnośredniowieczne prawo zwyczajowe Franków salickich, dotyczące głównie prawa karnego i procesowego oraz rodzinnego i spadkowego, w postaci 65 kazuistycznych artykułów. Sformułowanie to najczęściej używane jest do opisania późnośredniowiecznej zasady regulującej od początków XIV wieku sposób dziedziczenia tronu francuskiego, która wykluczała kobiety z sukcesji i przenoszenia przez nie prawa do dziedziczenia tronu.

## Historia
Za czasów króla Chlodwiga (rządził w latach 481–511) państwo frankońskie znacznie się rozrosło i objęło swoim zasięgiem także ludność rządzącą się prawem rzymskim, co wymusiło uregulowanie wewnętrznych stosunków prawnych. Prawo salickie jest spisanym po łacinie zbiorem zwyczajów sądowych, przestępstw i wymierzanych za nie kar, a przede wszystkim odszkodowań i rekompensat za szkody. Do dziś zachowało się około 70 rękopisów prawa salickiego. Teksty te nie są jednolite.
Prawo salickie odzwierciedlało stosunki prawne z czasów plemiennych. Mimo że organizacja rodowa była w owym czasie w stanie rozkładu, to jednak ród był głównym podmiotem prawnym – prawo przewidywało m.in. współodpowiedzialność sądową członków rodu. Ziemia była własnością indywidualną, ale dziedziczona mogła być tylko w linii męskiej. Gdy zabrakło męskiego dziedzica, ziemia przechodziła na własność rodu lub wspólnoty sąsiedzkiej. Dopuszczenie kobiet do dziedziczenia własności ziemskiej przewidywał dopiero edykt króla Chilperyka (561–584).

## Przykłady prawa salickiego
- O kradzieży zwierząt
  - § 3. Jeśliby ktoś ukradł wołu lub krowę z cielęciem, niechaj będzie zasądzony na 1400 denarów, co czyni 35 solidów.
- O kradzieży niewolników
  - § 1. Jeśliby ktoś ukradł niewolnika bądź konia albo zwierzę juczne, niechaj będzie zasądzony na 1200 denarów, co czyni 30 solidów.
- O ranach
  - § 3. Jeśliby ktoś ugodził innego w głowę w ten sposób, że ukazał się mózg i wystąpiły na zewnątrz trzy znajdujące się nad mózgiem kości, zasądzony zostanie na 1200 denarów, to jest 30 solidów.
  - § 5. Jeśliby ktoś uderzył człowieka tak, że krew spłynęła na ziemię i zostało mu to udowodnione, winien będzie 600 denarów, to jest 15 solidów.
- O czarach
  - § 2. Jeśliby ktoś rzucił na kogoś czary, a ten uniknął ich (działania), sprawca przestępstwa, któremu je udowodniono, zasądzony będzie na 2500 denarów, to jest 63 solidy.
- O zabójstwach
  - § 1. Jeśliby ktoś zabił wolnego Franka lub barbarzyńcę, który podlega prawu salickiemu, i zostanie mu to udowodnione, zasądzony zostanie na 8000 denarów, to jest 200 solidów.
  - § 3. Jeśliby zaś zabił człowieka pozostającego pod opieką królewską lub wolną kobietę, zasądzony będzie na 24000 denarów, to jest 600 solidów.
  - § 7. Jeśliby zaś zabił Rzymianina płacącego podatek gruntowy, zasądzony będzie na 63 solidy.
- O zniewagach
  - § 5. Kto innego człowieka nazwie małym lisem, zostanie zasądzony na 120 denarów, co czyni 3 solidy.